# Caludon Castle

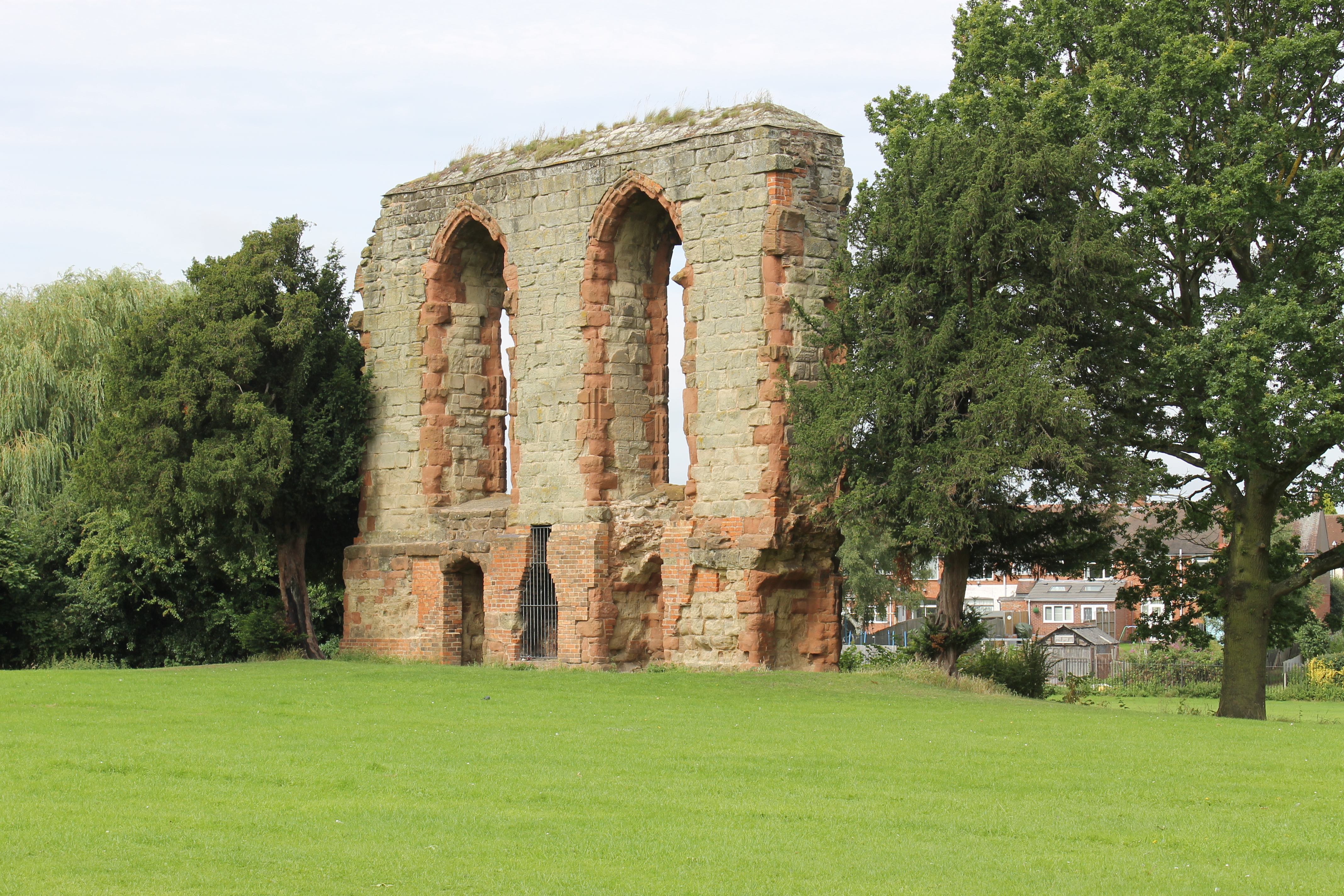
Die einzelne Sandsteinmauer, die von Caludon Castle übriggeblieben ist.

Caludon Castle ist eine Burgruine in Coventry in der englischen Verwaltungseinheit West Midlands. Von der Burg ist nur ein Fragment einer Sandsteinmauer übriggeblieben, das von English Heritage als historisches Bauwerk I. Grades gelistet ist und als Scheduled Monument unter Schutz steht. 190 Meter südlich der Burgruine befindet sich ein weiteres, mit Burggraben versehenes Anwesen, das als eignes Scheduled Monument gilt. Die Ruinen liegen heute in einem Stadtpark, der von der Stadtverwaltung Coventry verwaltet wird, aber ein Großteil des Burggeländes wurde Anfang des 20. Jahrhunderts verkauft und mit Wohnhäusern bebaut.
Das Gelände war spätestens seit dem 11. Jahrhundert bebaut. Das erste Gebäude, das vor der normannischen Eroberung Englands entstand, war ein großes Haus, das nach der Eroberung durch die Normannen Eigentum des Earl of Chester wurde. Im 13. Jahrhundert erhielt die Familie Segrave das Haus, das erstmals 1239 als Herrenhaus beschrieben wurde. 1305 erhielt die Familie das Recht, das Haus zu befestigen (engl.: Licence to crenellate), und damals wurde das Haus wohl in eine Burg umgebaut. Im Jahre 1354 erhielt die Familie eine weitere derartige Erlaubnis und die Burg wurde erneut umgebaut. Im 14. Jahrhundert kam sie in den Besitz von Thomas Mowbray, 1. Duke of Norfolk, der 1398 verbannt wurde, wonach die Burg verfiel. Mowbrays Sohn John erbte das Gebäude. Es verblieb bis 1481 in der Familie Mowbray und fiel dann an William de Berkeley, 1. Marquess of Berkeley. Es wurde 1580 erneut umgebaut, diesmal in ein herrschaftliches Wohnhaus, nachdem es seit der Verbannung von Thomas Mowbray in Ruinen gelegen hatte. Allerdings wurde das Haus 1662 erneut zerstört und bis 1800 nicht mehr aufgebaut. Dann nutzte man die Ruine zum Bau eines Bauernhauses auf dem Gelände.
Das Anwesen wurde aufgeteilt und sein größter Teil 1815 verkauft. Es blieb in den Händen verschiedener privater Eigner, bis die Coventry Corporation nach dem Ersten Weltkrieg das Land aufkaufte und mit Wohnhäusern bebaute.

## Architektur
Die Überreste von Caludon Castle liegen heute in Wyken, einem Stadtviertel östlich des Stadtzentrums von Coventry. Allerdings war das Anwesen deutlich größer als heute, bis im 19. Jahrhundert Teile davon verkauft wurden. Historisch war das Gelände ein abgetrennter Teil der Pfarre St Michaal's, wurde aber 1894 der Gemeinde Wyken zugeschlagen, die wiederum 1928 in der Stadt Coventry aufging. Die Grenze des Anwesens lief ursprünglich von der Sowe Bridge (heute: Clifford Bridge) über den Sowe im Südosten zur Anhöhe bei Stoke Heath im Nordwesten.

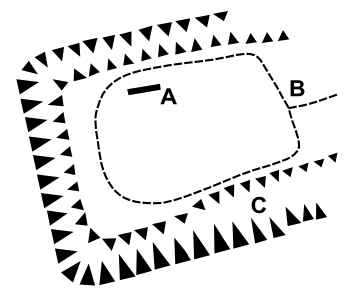
Grundriss der Burgruine: A – verbleibende Mauer; B – Reste des Weges um die Burg; C – Burggraben

Die ursprüngliche Burg hatte einen ovalen Grundriss und war von einer Verteidigungsmauer mit Türmen und einem Burggraben umgeben. Der Eingang führte durch ein Torhaus mit Brücke auf der Ostseite. Die meisten Wohnquartiere waren im Norden und Westen der Einfriedung, während die Küchen und Geschäftsräume sich im Osten und Süden befanden. Verschiedene landwirtschaftliche Gebäude, die mit der Burg zu tun hatten, liegen knapp außerhalb des Burggrabens, zusammen mit einem Bowling Green, Gärten und einem 1,2 Hektar großen Feld, das „The Pool“ genannt wird. Das Anwesen wurde um 1580 in ein herrschaftliches Haus umgewandelt, wobei viele Nebengebäude stehenblieben, z. B. das „Porter's Lodge“ und das Brauhaus.
Bei einer Vermessung im Jahre 2008 wurden die Fundamente eines rechteckigen Gebäudes gefunden, das nach Nord-Nordwesten ausgerichtet war. Es sollen die Reste eines großen Rittersaales sein, 33 Meter lang und 13 Meter breit. Nördlich des Rittersaales fand man magnetische Anomalien, die einem Komplex von Wohngebäuden zugeschrieben werden können, die als Herrenhaus dienten. Bei derselben Vermessung entdeckte man große magnetische Abweichungen im östlichen Teil des Anwesens, was auf vergrabenen Schutt vom Abriss eines Bauernhauses hinweisen könnte oder auf die Überreste verfüllter Kellerräume, die man auf dem Gelände vermutet. Man fand auch Beweise für die Existenz eines Fußweges um die inneren Gebäude des Anwesens. Nach den gefundenen Beweisen nimmt man an, dass die magnetischen Abweichungen auf mehr als eine Bauphase hinweisen, auch wenn man dies mit den angewandten Methoden nicht zweifelsfrei nachweisen konnte.
Ein Burggraben, etwa 190 Meter südlich der Burg, wurde im Mittelalter angelegt, vermutlich um die Zeit des Neubaus der Burg 1305. Dieser Überrest ist ein eigenes Scheduled Monument und umschließt etwa 0,4 Hektar Land. Der Graben könnte eine Einfriedung eines Bauernhofes gewesen sein, der mit der Burg in Verbindung stand.

## Geschichte
Das Gelände war ursprünglich mit einem Haus bebaut, das vor der normannischen Eroberung Englands entstanden war. Nach der Eroberung kam es in den Besitz des Earl of Chester. Um 1232 gab Ranulf de Blondeville, 4. Earl of Chester, das Haus an Stephen of Seagrave, den damaligen Justiciar von England. Sein Sohn Gilbert of Seagrave erbte das Anwesen und vererbte es an seinen Sohn Nicholas Seagrave, der zum Baron Segrave ernannt wurde. Das Haus wurde erstmals 1239 als Herrenhaus beschrieben und war damals die einzige permanente Residenz eines Adligen in Coventry. Das Anwesen von Caludon erstreckte sich 1279 bis nach Wyken im Norden, als Nicholas de Seagrave eine Carucata und eine Mühle dazukaufte.
Das Haus wurde vermutlich 1305 in eine Burg umgebaut, als John Seagrave, 2. Baron Seagrave, Nicholas’ Sohn, von König Eduard I. das Recht erhielt, sein Haus zu befestigen, d. h. es mit einer Brüstung mit rechteckigen Aussparungen zu versehen, durch die Bogenschützen schießen konnten – damals eher ein Statussymbol, sowie es mit einem Graben und einer Mauer zu versehen. Das Anwesen wurde auch um eine Kapelle und verschiedene Nebengebäude erweitert. Ein weiterer Umbau wurde 1354 durchgeführt, als man erneut eine Lizenz zur Befestigung des Anwesens erhielt. In der zweiten Hälfte des 14. Jahrhunderts erbte Thomas de Mowbray das Anwesen, der 1398 von Henry Bolingbroke, dem späteren König Heinrich IV., des Hochverrats an König Richard II. angeklagt wurde. Die beiden Adligen sollten an einem Duell in Gosford Green, zwischen Caludon Castle und Coventry, teilnehmen, aber König Richard verbannte beide, bevor das Duell stattfinden konnte. Nachdem Henry Bolingbroke den Thron Englands erobert hatte, nahm er Thomas de Mowbray seinen Herzogstitel und Thomas starb kurz darauf im Exil. Ihm folgte John de Mowbray nach, dem das Herzogtum von Norfolk erneut zugesprochen wurde.
Das Anwesen blieb bis zum Tode von Anne Mowbray, 8. Countess of Norfolk, der Kindbraut von Richard of Shrewsbury, 1. Duke of York, 1481 in der Familie Mowbray. Annes Anwesen wurde zwischen John Howard, 1. Duke of Norfolk, und William de Berkeley, 1. Marquess of Berkeley, aufgeteilt. Letzterer erhielt Caludon Castle. Die Burg lag seit kurz nach Thomas de Mowbrays Verbannung bis zum Ende des 16. Jahrhunderts (ca. 1580) in Trümmern und wurde dann von Henry Berkeley, 7. Baron Berkeley, im Stil eines herrschaftlichen Wohnhauses wiederaufgebaut. Elizabeth, geborene Stanhope und Gattin von Henry Berkeley, 8. Baron Berkeley, ließ später einen großen Bankettsaal hinzufügen. Letzterer behielt das Haus bis 1632 und verkaufte es dann an Sir Thomas Morgan, 1. Baronet. Von ihm fiel es an Sir John Preston, der Morgans Tochter und Miterbin Jane geheiratet hatte. Das Haus wurde 1662 schwer beschädigt, als König Karl II. an Coventry Rache für die unverhohlene Sympathie der Stadt für die Roundheads im englischen Bürgerkrieg nahm. Ihr Sohn, Sir Thomas Preston, erbte das Anwesen und nach seinem Tod 1709 fiel es an seine Tochter Anne und ihren Gatten Hugh Clifford, 2. Baron Clifford of Chudleigh. Die Cliffords behielten das Anwesen und nutzten die Ruinen der Burg zum Bau eines großen Bauernhauses im Jahre 1800, bis es 1815 aufgeteilt und ein Großteil verkauft wurde. Das Land verblieb dann bis zum Ersten Weltkrieg in den Händen verschiedener Privateigentümer. Dann kaufte die Coventry Corporation einen großen Teil des Landes auf und erstellte dort Wohnhäuser.

## Heute
Die Burg ist heute eine Ruine, und das einzige oberirdische Überbleibsel von all den Bauten seit mindestens dem Anfang des 18. Jahrhunderts ist eine große graue Sandsteinmauer. Sie enthält zwei große Maßwerkfenster, die mit rotem Sandstein verziert sind, der sich vom grauen Sandstein deutlich absetzt. Roter Sandstein taucht auch an beiden Enden der Mauer auf, woraus man mindestens zwei weitere Fenster zu erkennen glaubt, ebenso wie die Tatsache, dass die Mauer einst mindestens doppelt so lang gewesen sein muss wie das bis heute erhaltene Fragment. Unterhalb der großen Fenster befinden sich zwei kleinere, sodass man annimmt, dass sich dahinter ein Untergeschoss befunden haben muss und ein Rauchfang zwischen den beiden Fenstersätzen verlief. Man denkt, dass das Mauerfragment aus dem 14. Jahrhundert stammt, möglicherweise vom Umbau von 1354.
Die Burgruine liegt heute in einem kleinen Stadtpark namens Caludon Castle Park, der der Stadt Coventry gehört und von ihr verwaltet wird. Der Burggraben ist heute trocken und mindestens teilweise verfüllt, aber Teile davon sind immer noch sichtbar, zusammen mit einigen Erdwerken. Die verbleibende Mauer ist als Scheduled Monument geschützt, ebenso wie das mit Burggraben versehene Anwesen südlich davon. Seit 1955 ist das Mauerstück auch als historisches Bauwerk I. Grades gelistet.